# Магнус Самуельссон
Ма́гнус Самуе́льссон (швед. Magnus Samuelsson; * 21 грудня 1969) — шведський актор, колишній стронгмен, переможець змагання «Найсильніша людина світу» 1998 у Марокко, переможець європейського чемпіонату з армрестлінгу. Також його визнано одним із найкращих армрестлерів у світі. 

## Фізичні дані
- Груди (см): 160
- Талія (см): 104
- Біцепс (см): 60
- Висота (см): 200
- Вага (кг): 156 кг

## Особисті досгнення
- Присідання: 375 кг
- Вивага лежачи: 300 кг